# Le Eumenidi
Le Eumenidi (in greco antico: Εὐμενίδες?, Eumenίdes) è il titolo della terza tragedia della trilogia dell'Orestea (seguita dal dramma satiresco Proteo) con la quale Eschilo vinse gli agoni drammatici delle Grandi Dionisie del 458 a.C.
La tragedia prende il nome dalle Erinni, dee vendicatrici dei crimini verso la famiglia, le quali erano chiamate anche Eumenidi (ossia "le benevole") quando erano in atteggiamento positivo. In questa terza parte dell'Orestea viene narrata la persecuzione delle Erinni nei confronti di Oreste a seguito dell'omicidio della madre Clitennestra per vendicare il padre Agamennone, che culmina nella celebrazione di un processo presso il tribunale dell'Areopago. Tale giudizio, che vede le Erinni stesse come accusatrici, Apollo come difensore e Atena a presiedere la giuria, termina con l'assoluzione di Oreste, grazie al voto favorevole di Atena.

## Trama
Prologo (vv. 1-142): Braccato dalle Erinni per il matricidio, Oreste è nel tempio di Apollo, dove chiede aiuto al dio. Quest'ultimo, promettendogli la sua protezione, lo invia ad Atene, presso il tempio della dea Atena, dove forse troverà la soluzione ai suoi problemi. Appare poi il fantasma di Clitennestra, che aizza le Erinni a perseguitare il figlio per il suo orribile delitto, lamentandosi del fatto che nessun altro dio si levi in sua difesa.
Parodo (vv. 143-178): Le Erinni si accingono a dare la caccia ad Oreste.
Primo episodio (vv. 179-306): Apollo caccia le dee infernali dal proprio tempio, ed esse vanno in cerca di Oreste, raggiungendolo quando egli è ormai nel tempio di Atena e ne sta invocando l'intervento. Lì le dee infernali lo minacciano di infliggergli la meritata punizione.
Primo stasimo (vv. 307-396): Le Erinni cominciano un terribile canto di morte danzando attorno ad Oreste.
Secondo episodio (vv. 397-489): Appare Atena, la quale, dopo essersi informata presso Oreste e le Erinni su ciò che è accaduto, si offre come giudice in un regolare processo. Il caso verrà sottoposto ad una giuria ateniese di dodici membri (ricalcata sul tribunale ateniese dell'Areopago, attivo ai tempi di Eschilo), presieduta dalla stessa Atena. Le Erinni saranno l'accusa, Apollo la difesa.
Secondo stasimo (vv. 490-565): Prima dell'inizio del processo, le Erinni riflettono preoccupate sulle conseguenze di una possibile assoluzione di Oreste: questo fatto potrebbe indurre alla licenza tutti i mortali, e causare un forte aumento degli omicidi tra consanguinei.
Terzo episodio (vv. 566-777): Inizia dunque il processo. Le Erinni interrogano Oreste sul modo in cui ha ucciso sua madre. Oreste si difende spiegando di aver agito per una vendetta legittima, e su ordine di Apollo. Quest'ultimo poi interviene spiegando che Clitennestra per prima aveva compiuto un'atrocità, uccidendo il marito (ma questo per le Erinni è un delitto meno grave in quanto marito e moglie non sono consanguinei), e che in ogni caso l'omicidio del marito è un crimine peggiore, poiché quando si genera un figlio, è il marito a dare il germe, che la moglie poi si limita a nutrire durante la gestazione. Il figlio insomma ha lo stesso sangue del padre e quindi ha il diritto di vendicarlo. La giuria infine vota. L'ultima a votare è Atena, la quale dichiara il proprio voto favorevole ad Oreste, perché la dea, non avendo una madre, considera più importante la figura paterna. Alla fine il conteggio dei voti è pari: sei per la condanna e sei per l'assoluzione. Oreste viene dunque assolto, poiché il presidente della giuria, Atena, è a lui favorevole.
Esodo (vv. 778-1045): Le Erinni reagiscono con rabbia alla sentenza, minacciando a più riprese morte e distruzione. Atena tuttavia riesce a calmarle e, garantendo loro venerazione eterna, le convince a diventare Eumenidi, ovvero divinità della giustizia anziché della vendetta. Inizia così un canto di benedizione in cui le dee invocano ricchezza, fecondità e concordia per Atene, mentre Atena prefigura un lungo periodo di giustizia, che nella città sarà assicurata dal timore per le dee ora venerande. In un corteo di sacerdotesse guidato da Atena, le Eumenidi vengono infine accompagnate verso la loro nuova sede.